# Distansbibelskolan ICBI
Distansbibelskolan ICBI som bildades 1976 är en del av Svensk Pingstmission och arbetar med ledarutbildning inom pingströrelsen. Detta sker i ett partnerskap med nationella kyrkor, samfund och/eller organisationer i olika länder. Utbildningen är på distans via kassetter och cd-skivor eller MP3-spelare. Alla beslut om utbildningen (såsom kursplan, målgrupp och lärare) sker hos den nationella partnern. Studenterna är ledare i lokala nationella kyrkorna.